# ハンバーガー・ヒル
『ハンバーガー・ヒル』（原題：Hamburger Hill）は、1987年制作のアメリカ合衆国の映画。
1969年、南ベトナムのアシャウ渓谷にある丘、ドン・アプ・ビア＝通称“937高地”でアメリカ軍第101空挺師団と北ベトナム軍との間で繰り広げられた攻防戦「アパッチ・スノー作戦」を描いた作品であり、ベトナム戦争の悲惨さを戦場に送られたばかりの若い新兵を中心に描いている。

## あらすじ
ベトナム戦争の激戦地"937高地"は、兵士が爆風で吹き飛ばされ、ミンチ肉のようになったことから、ハンバーガー・ヒルと呼ばれた。
ベトナム戦争が続く1969年、アメリカ人のラングイリは新兵として第101空挺師団に配属された。空挺師団は、北ベトナム軍の拠点であるエイショウ・バレーを攻めていたが一進一退で、司令部から成果を出すよう迫られていた。上官である黒人衛生兵の“ドック”に生意気な口をきき、睨み付けられるラングイリ。分隊長のフランツ軍曹からは、何度訂正しても“アルファベット”と呼ばれ続けた。
基地は農民が行き交う平地に設営され、風呂に浸かれる娼館もあったが、ヘリコプターでエイショウ・バレーに移送される空挺師団。そこはジャングル地帯で、絶えず敵からの攻撃に晒される激戦地だった。5月10日、北ベトナム軍の落伍兵が立てこもる高台“937高地”の掃射命令を受ける小隊。
夜は焚き火を囲み、帰国してからの夢について語り合うラングイリたち。だが、米本土は反戦ムードで、生還しても人々の白い目が待っているだけだった。黒人差別やPTSDなど絶えずトラブルに見舞われつつ、協力して戦い続ける米兵たち。
ぬかるみの斜面を這いずり登り、多くの戦死者を出しながら戦う米兵たち。5月20日、頂上直前で敵兵に襲われるラングイリ。フランツ軍曹に抱えられたラングイリは、本名の自分を覚えていて欲しいと言い残して息絶えた。その直後に小隊は敵兵を一掃して937高地を占領した。

## キャスト
| 役名                                       | 俳優                     | 日本語吹替 |
| ------------------------------------------ | ------------------------ | ---------- |
| ヴィンセント・”アルファベット”・ラングイリ | アンソニー・バリル       | 堀内賢雄   |
| レイ・モータウン                           | マイケル・ボートマン     | 吉村よう   |
| ジョニー・ウォッシュバーン                 | ドン・チードル           | 島香裕     |
| ハリー・マーフィー                         | マイケル・ドラン         | 江原正士   |
| エリオット・”マック”・マクダニエル         | ドン・ジェームズ         | 笹岡繁蔵   |
| アダム・フランツ                           | ディラン・マクダーモット | 安原義人   |
| ポール・ガルヴァン                         | マイケル・A・ニックルズ  |            |
| マイケル・ダフィー                         | ハリー・オライリー       | 西村知道   |
| フランク・ゲイガン                         | ダニエル・オーシェア     |            |
| ジョー・ベレツキー                         | ティム・クイル           | 大塚芳忠   |
| マーティン・ビーンストック                 | トミー・スワードロウ     | 土師孝也   |
| エイブラハム・”ドク”・ジョンソン           | コートニー・B・ヴァンス  | 谷口節     |
| デニス・ウースター                         | スティーヴン・ウェバー   | 若本規夫   |
| テリー・イーデン                           | ティーガン・ウェスト     | 小室正幸   |

- 日本語吹替：1989年4月18日、TBS『火曜ビッグシアター』版（コレクターズ・エディションDVDに収録）

その他：伊藤博、成田剣、小島敏彦、土井美加
プロデューサー：上田正人、演出：松川陸、翻訳：宇津木道子、制作：ザック・プロモーション/TBS

## スタッフ
- 監督：ジョン・アーヴィン
- 製作：マーシャ・ナサティア、ジェームズ・カラバトソス
- 共同製作：ラリー・デ・ウェイ
- 製作総指揮：ジェリー・オフセイ
- 脚本：ジェームズ・カラバトソス
- 撮影：ピーター・マクドナルド
- 編集：ピーター・タナー
- 衣裳：デヴィッド・マーフィー
- 音楽：フィリップ・グラス
- 特殊効果：ジョー・ロンバルディ
- 軍事コンサルタント：ジョセフ・コンミー、アルバート・ニール
- 製作会社：RKO
- アメリカ配給：パラマウント映画
- 日本配給：日本ヘラルド映画

## 製作の経緯
ジェームズ・カラバトソスは第一騎兵師団の一員としてベトナム戦争に参加していた。帰国後、彼は帰還兵についての物語を書き、1977年の映画『幸福の旅路』の脚本を書き上げた。
その後、カラバトソスはマーシャ・ナサティアに本当に書きたい物語について話し、『ハンバーガー・ヒル』の脚本を渡した。ナサティアは脚本を3年間撮影所などに売り込み、RKOが製作費を出してくれることになった。監督はドキュメンタリー作家としてベトナムに行ったことがあるジョン・アーヴィンが選ばれた。
スタッフなどがロンドン、衣裳や小道具などはロサンゼルスで調達され、ロケ地には革命後のフィリピンが決まった。劇中で登場するⅯ16自動小銃の発砲シーンでは実銃(空包)が使われ、未発砲シーンでは一部日本・MGC社製のモデルガンが使われている。
俳優の選考は約2か月かけてオーディションで行われ、1千人の中から14人が選ばれた。14人はフィリピンのアメリカ海軍基地でベトナムに3度出征したアルバート・ニール曹長によって特訓され、衛生兵エイブラハム・”ドク”・ジョンソン役のコートニー・B・ヴァンスはテキサス州フォートサムヒューストンにある医学アカデミーで医学知識を習得した。
また、リアリズムを出すため、戦争体験者のジョセフ・コンミー元陸軍大佐らを軍事コンサルタントとして迎えた。